# علی فداکار
علی فداکار (زاده ۵ آذر سال ۱۳۷۰ در شهر تهران) بازیکن تیم ملی کاراته و اهل کشور ایران است. او در سال‌های ۲۰۰۹، ۲۰۱۲ و ۲۰۱۶ موفق به کسب مدال‌های جهانی شده‌است.

## مسابقات جهانی
- طلا کومیته تیمی مسابقات کاراته قهرمانی جهان ۲۰۱۶ اتریش[۶][۷]
- طلا کومیته انفرادی مسابقات کاراته قهرمانی جهان ۲۰۰۹ مراکش[۸][۹]
- برنز کومیته تیمی مسابقات کاراته قهرمانی جهان ۲۰۱۲ فرانسه[۱۰]

## مسابقات آسیایی
- ازبکستان ۲۰۱۲ طلا (کومیته انفرادی - بزرگسالان)[۱۱][۱۲]
- ازبکستان ۲۰۱۵ طلا (کومیته تیمی - باشگاه های آسیا)[۱۳][۱۴]
- هنگ کنگ ۲۰۱۰ برنز (کومیته انفرادی- زیر ۲۱ سال)[۱۵][۱۶]

## مسابقات لیگ جهانی کاراته وان
- اندونزی ۲۰۱۲ طلا (کومیته انفرادی- بزرگسالان)[۱۷][۱۸]
- دوبی ۲۰۱۹ نقره (کومیته انفرادی- بزرگسالان)[۱۹][۲۰]
- ترکیه ۲۰۱۲ نقره (کومیته انفرادی- بزرگسالان)[۲۱][۲۲]
- دوبی ۲۰۱۸ نقره (کومیته انفرادی- بزرگسالان)[۲۳][۲۴]
- ترکیه ۲۰۱۷ برنز (کومیته انفرادی - بزرگسالان)[۲۵][۲۶][۲۷]
- ژاپن ۲۰۱۴ برنز (کومیته انفرادی- بزرگسالان)[۲۸][۲۹]

## مسابقات بین‌المللی
- سوئیس ۲۰۱۶ طلا (کومیته انفرادی - جایزه بزرگ)[۳۰][۳۱]
- ایران ۲۰۱۶ طلا (کومیته انفرادی- جام صلح و دوستی)[۳۲][۳۳][۳۴]

## تحصیلات
- کارشناس ارشد تربیت بدنی از دانشگاه تهران سال ۱۳۹۵[۳۵]

## سوابق حرفه ای
- روانشناس ورزشی تیم ملی[۳۶] کاراته ایران در بازی‌های المپیک تابستانی جوانان ۲۰۱۸
- روانشناس تیم ملی جهانی جوانان اسپانیا ۲۰۱۷
- مربی درجه یک فدراسیون کاراته ایران